# Albánia autópályái
Ez a szócikk Albánia autópályáit és főbb autóútjait sorolja fel.

## Története
Albániában a szocializmusban teljesen elhanyagolták az úthálózatot, így nem meglepő, hogy ebben az időszakban egy kilométer autópálya sem épült. Azóta elkészült a VIII-as folyosóhoz tartozó Durrës–Tirana közötti 23 km-es szakasz, és több vonalon is szélesítették, illetve 2×2 sávossá alakították az utakat. 
A fentiekből is kiderült, hogy a balkáni országoknak az infrastruktúra terén még nagyon sok tennivalójuk van. Súlyos nehézség a forráshiány, amelynek következtében nem csak a fejlesztésekre jut kevés pénz, de a napi működtetés és a karbantartás sem mindenhol megoldott. Nagy szerepe lesz ezért az Európai Uniónak, amely nem csak autópálya-építésekben nyújthat segítséget e régió országainak.

## Úttípusok
Albániában háromféle úttípus van.

### Egyéb út (Rruga)
Itt a maximális sebesség 40 km/h (belterület) és 80 km/h (külterület)

### Főút (Superstrada)
Itt a maximális sebesség 90 km/h.

### Autópálya (Autostrada)
Ez a magyarországihoz hasonló 2x2 sávos, osztottpályás út. Itt a maximális sebesség 110 km/h.

## Az autópályák listája (Rrugë autostradale)
| Autópálya | Érintett települések                                  | Teljes hossz | Használatban | Épül | Térkép |
| --------- | ----------------------------------------------------- | ------------ | ------------ | ---- | ------ |
|           | Thumana – Milot – Rrëshen – Kalimash – Kukës – Morina | 110 km       | 110 km       | −    |        |
|           | Fier (Levan) – Vlora                                  | 46,5 km      | 33 km        | 0 km |        |
|           | Tirana – Elbasan                                      | 110 km       | 31,17 km     | 0 km |        |

## A főutak listája (Rrugë shtetërore)
| Autóút | Érintett települések                                                                                  | Teljes hossz | Térkép |
| ------ | --- | ------------ | ------ |
|        | Tirana – Lezha – Shkodra – Koplik – Han i Hotit – Montenegró                                          | 125 km       |        |
|        | Tirana – Durrës                                                                                       | 33 km        |        |
|        | Tirana – Elbasan – Labinot – Librazhd – Qukës – Prrenjas – Pogradec – Korça – Kapshtica – Görögország | 151 km       |        |
|        | Durrës – Kavaja – Rrogozhina – Lushnja – Fier – Tepelena – Gjirokastra – Kakavija – Görögország       | 215 km       | –      |

## Képgaléria

Sebességkorlátozások Albániában